# Ryoto Kamiya
Ryoto Kamiya (神谷 椋士 Kamiya Ryoto?), född 16 juni 1997 i Aichi prefektur, är en japansk fotbollsspelare.
Kamiya började sin karriär 2020 i Kamatamare Sanuki. 2021 flyttade han till FC Kariya.